# Granada (Colorado)

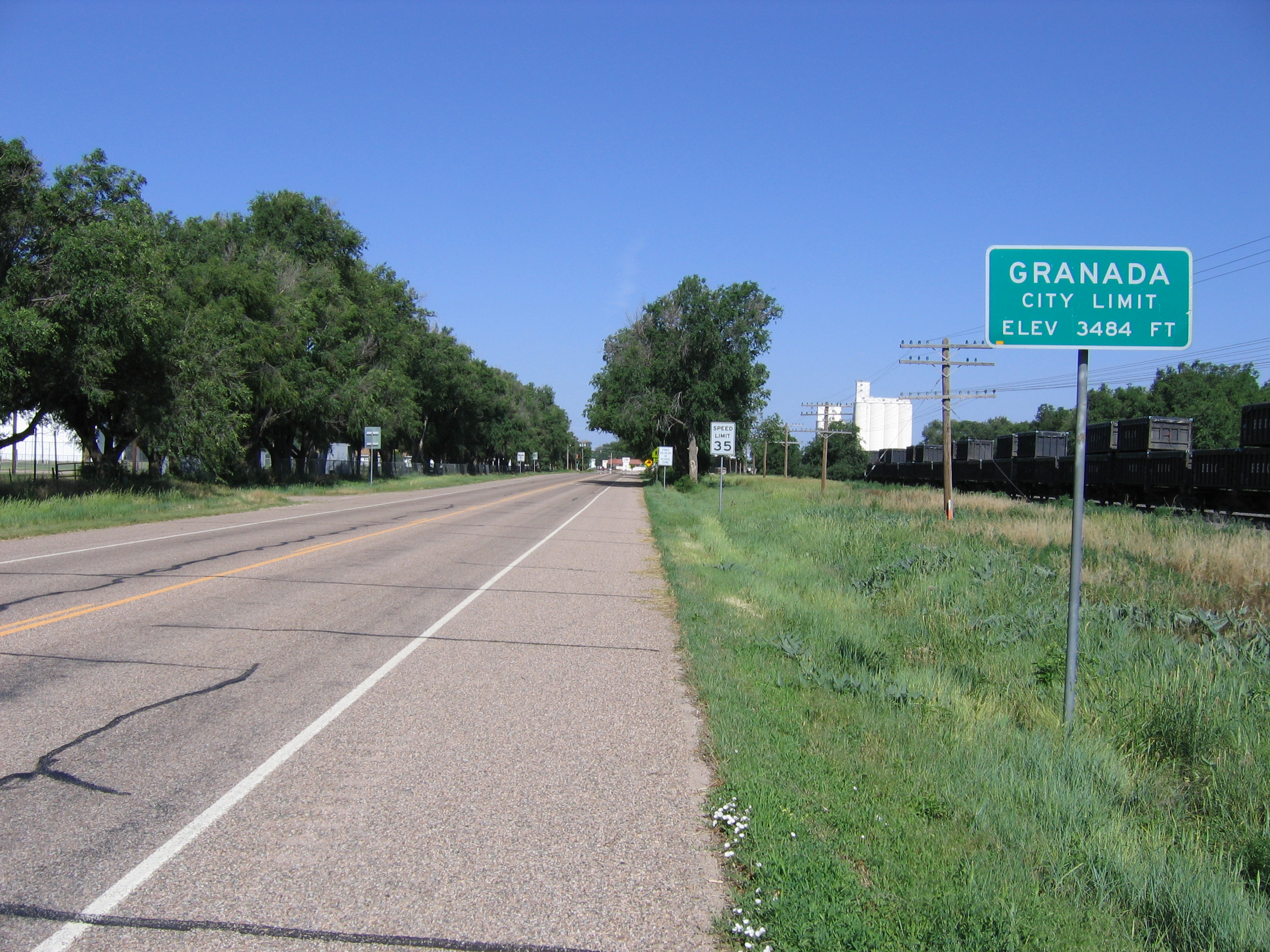
Vista hacia el oeste desde la autovía 50 de Colorado.

Granada es un pueblo de Colorado en el condado de Prowers en los Estados Unidos de América. Tenía una población de 640 habitantes según datos del censo de EE. UU. del año 2000.

## Geografía
Granada se localiza en la coordenada 38°3′53″N 102°18′40″O / 38.06472, -102.31111.
De acuerdo a datos de la Oficina del Censo de los Estados Unidos, el pueblo tiene un área total de 1.9 km².

## Demografía
Según el censo del 2000 , vivían 640 habitantes, 198 viviendas y 151 familias en el pueblo.  La densidad poblacional era de 343.2 habitantes por km².  Había 233 unidades habitacionales con una densidad promedio de 124.9/km².  La composición étnica estaba compuesta por un 64.69% de blancos, 0.16% indios americanos, 33.75% de otras etnias y 1.41% de dos o más etnias. Los Hispanos o Latinos de cualquier etnia representaban el 62.50% de la población.
El ingreso medio para un hogar del pueblo era de 26,042 dólares y el ingreso medio para una familia era de 31,750 dólares. Los hombres tenían un ingreso de 22,167 dólares contra los 18,750 dólares que percibían las mujeres. El ingreso per cápita del pueblo era de 10,561 dólares.  Cerca del 25.2% de las familias y el 27.8% de la población vivía por debajo de la línea de pobreza, incluyendo un 34.4% de aquellos de menos de 18 años y un 17.5% de los que tenían 65 años o más.